# 定平郡
定平郡（：／ Jŏngphyŏng gun */?）是朝鮮民主主義人民共和國咸鏡南道南部的一個郡。西臨平安南道，金津江在本郡注入咸興灣。面積762.69平方公里，2008年人口179,114人。下分1邑、2勞動者區、42里。
1041年稱定州，朝鮮太宗時改稱定平。1995年設郡。